# Vincenzo Sospiri
Vincenzo Sospiri (Forlì, Emilia-Romaña, 7 de octubre de 1966) es un antiguo piloto de automovilismo italiano. Compitió en un Gran Premio de Fórmula 1, sin poder clasificar a la carrera.

## Carrera
Fue campeón de Fórmula 3000 Internacional con Super Nova Racing en 1995. Dos años más tarde ingresó al equipo debutante de Fórmula 1 MasterCard Lola, pero dicho equipo perdió el apoyo de la empresa auspiciante luego de la primera carrera, y se retiró de la categoría.
Luego de esto, compitió en Fórmula Nippon, IRL (donde obtuvo un podio), CART, 24 Horas de Le Mans y otras competiciones. Se retiró en 2001, y actualmente es dueño de un equipo de automovilismo.

### Inspirador de Michael Schumacher
En 2012, en una estrevista, se le preguntó a Michael Schumacher sobre sus inspiradores en el comienzo de su carrera, y él respondió: "En un comienzo, fue Vincenzo Sospiri. Luego fue Ayrton Senna. Esos dos muchachos me inspiraron cuando estaba haciendo karting".

## Resultados

### Fórmula 3000 Internacional
(Clave) (negrita indica pole position) (cursiva indica vuelta rápida)

| Año      | Equipo              | 1       | 2       | 3      | 4       | 5       | 6       | 7      | 8      | 9       | 10     | 11      | Pos. | Puntos |
| -------- | ------------------- | ------- | ------- | ------ | ------- | ------- | ------- | ------ | ------ | ------- | ------ | ------- | ---- | ------ |
| 1990     | Eddie Jordan Racing | DON     | SIL     | PAU    | JER 8   | MNZ     | PER     | HOC    | BRH    | BIR     | BUG    | NOG DNQ | NC   | 0      |
| 1991     | Eddie Jordan Racing | VAL Ret | PAU DNQ | JER 15 | MUG 4   | PER Ret | HOC 2   | BRH 16 | SPA 10 | BUG Ret | NOG 13 |         | 8.º  | 9      |
| 1993     | Mythos Racing       | DON Ret | SIL Ret | PAU 6  | PER 2   | HOC 3   | NÜR 6   | SPA 5  | MAG 5  | NOG Ret |        |         | 7.º  | 16     |
| 1994     | Super Nova Racing   | SIL 4   | PAU 2   | CAT 3  | PER Ret | HOC 4   | SPA Ret | EST 2  | MAG 5  |         |        |         | 4.º  | 24     |
| 1995     | Super Nova Racing   | SIL 2   | CAT 1   | PAU 1  | PER 2   | HOC Ret | SPA 1   | EST 7  | MAG 4  |         |        |         | 1.º  | 42     |
| Fuentes: |                     |         |         |        |         |         |         |        |        |         |        |         |      |        |

### Fórmula 1
(Clave) (negrita indica pole position) (cursiva indica vuelta rápida)

| Año     | Escudería               | 1       | 2       | 3   | 4   | 5   | 6   | 7   | 8   | 9   | 10  | 11  | 12  | 13  | 14  | 15  | 16  | 17  | Pos. | Puntos |
| ------- | ----------------------- | ------- | ------- | --- | --- | --- | --- | --- | --- | --- | --- | --- | --- | --- | --- | --- | --- | --- | ---- | ------ |
| 1997    | Mastercard Lola F1 Team | AUS DNQ | BRA DNP | ARG | SMR | MON | ESP | CAN | FRA | GBR | GER | HUN | BEL | ITA | AUT | LUX | JPN | EUR | NC   | 0      |
| Fuente: |                         |         |         |     |     |     |     |     |     |     |     |     |     |     |     |     |     |     |      |        |

| Predecesor: Jean-Christophe Boullion | Campeón de Fórmula 3000 Internacional 1995 | Sucesor: Jörg Müller |